# Guillermo Fraile
Guillermo Fraile Martín O.P. (10 de febrer de 1909, Yecla de Yeltes, Espanya - 20 de juliol de 1970, París, França) fou un frare dominic i filòsof espanyol. La seva obra més important fou Historia de la Filosofía (1956-1985) a l'editorial BAC, que deixà inacabada a la seva mort el 1970 i que fou finalitzada per fra Teófilo Urdánoz.
Va ingressar a l'Orde de Predicadors el 1927 a Corias (Astúries), on després del noviciat, feu els estudis de filosofia i teologia, dedicant-se immediatament a l'ensenyament de la filosofia.
Des del 1933 ensenyà ininterrompudament fins a la seva mort, primer en les seves diverses disciplines sistemàtiques: cosmologia, psicologia, crítica del coneixement, i des del 1937, la història de la filosofia, en la docència i investigació de la qual perseverà la resta de la seva vida.
En ser creada la facultat de filosofia de la Universitat Pontifícia de Salamanca hi fou cridat com a professor de història de filosofia. Des del 1956 regentà la càtedra com a ordinari, primer de tota la matèria, després de la part antiga, fins a finalitzar el curs el 1970.
La seva tasca docent alternava amb una intenta tasca apostòlica com a orador sagrat i com a conferenciant acadèmic. Són innombrables els discursos i conferències que pronuncià a universitats i centres acadèmics de tot Espanya, sempre amb la mateixa lucidesa i brillant estil oratori.
Amb la seva activitat docent començà també la seva tasca d'escriptor, afavorida per la seva formació literària. El seu primer fruit al públic fou un comentari, en extrem elogiós, a la producció filosòfica d'Ortega y Gasset amb ocasió de la primera edició conjunta dels seus escrits, Las obras de Ortega y Gasset a La ciencia tomista (1933).
La seva col·laboració assídua sobre temes filosòfics comença quan és nomenat director de La ciencia tomista (1937-1945). La seva obra màxima com a escriptor i investigador, emperò, és la seva monumental i coneguda Historia de la filosofía (1956-1985), escrita juntament amb Teófilo Urdánoz i que causà un gran impacte en els especialistes i en el públic culte una obra de tan clara, harmònica i profunda exposició dels sistemes, de tant rigor científic mitjançant el constant contacte amb les fonts i de tan exuberant i gairebé exhaustiva erudició d'autors, dates i dades bibliogràfics.